# Florian Sotoca
Florian Sotoca (Narbonne, 1990. október 25. –) francia labdarúgó, a Lens csatárja.

## Pályafutása
Sotoca a franciaországi Narbonne városában született.
2012-ben mutatkozott be a helyi FU Narbonne felnőtt keretében. 2013-ban a Martigues, majd 2014-ben a Béziers szerződtette. 2015-ben a Montpellierhez igazolt. 2016-ban a Grenoble csapatához csatlakozott. 2019. július 1-jén szerződést kötött a másodosztályban szereplő Lens együttesével. Először 2019. július 27-én, a Le Mans ellen idegenben 2–1-es győzelemmel zárult bajnokin lépett pályára és egyben meg is szerezte első gólját a klub színeiben. A 2019–20-as szezonban feljutottak az első osztályba.

## Statisztikák
2023. január 2. szerint
| Klub     | Szezon   | Osztály  | Bajnokság | Bajnokság | Kupa  | Kupa | Nemzetközi | Nemzetközi | Összesen | Összesen |
| Klub     | Szezon   | Osztály  | Meccs     | Gól       | Meccs | Gól  | Meccs      | Gól        | Meccs    | Gól      |
| -------- | -------- | -------- | --------- | --------- | ----- | ---- | ---------- | ---------- | -------- | -------- |
| Lens     | 2019–20  | Ligue 2  | 26        | 8         | 2     | 1    | —          | —          | 28       | 9        |
| Lens     | 2020–21  | Ligue 1  | 33        | 8         | 2     | 0    | —          | —          | 35       | 8        |
| Lens     | 2021–22  | Ligue 1  | 35        | 6         | 3     | 0    | —          | —          | 38       | 6        |
| Lens     | 2022–23  | Ligue 1  | 17        | 6         | 0     | 0    | —          | —          | 17       | 6        |
| Összesen | Összesen | Összesen | 111       | 28        | 7     | 1    | 0          | 0          | 118      | 29       |

## Sikerei, díjai
Lens
- Ligue 2
  - Feljutó (1): 2019–20